# Europese kampioenschappen veldrijden 2005
De Europese kampioenschappen veldrijden 2005 was de 3de editie van de Europese kampioenschappen veldrijden georganiseerd door de UEC.
Het kampioenschap bestond uit de volgende categorieën:
| • Vrouwen elite (17 jaar en ouder)  | 0000 1989 en ouder |
|                                     |                    |
| • Mannen beloften (19 t/m 22 jaar)  | 0000 1984 - 1987   |
| • Jongens junioren (17 t/m 18 jaar) | 0000 1988 - 1989   |

## Medailleoverzicht
| Categorie        | Goud           | Goud   | Zilver               | Zilver | Brons             | Brons  |
| Mannen           | Mannen         | Mannen | Mannen               | Mannen | Mannen            | Mannen |
| ---------------- | -------------- | ------ | -------------------- | ------ | ----------------- | ------ |
| Mannen beloften  | Niels Albert   |        | Jan Soetens          |        | Zdeněk Štybar     |        |
| Jongens junioren | Robert Gavenda |        | Yannick Martinez     |        | Dries Govaerts    |        |
| Vrouwen          |                |        |                      |        |                   |        |
| Vrouwen elite    | Marianne Vos   |        | Daphny van den Brand |        | Hanka Kupfernagel |        |

## Resultaten

### Vrouwen elite
| №      | Naam                 | Land |
| ------ | -------------------- | ---- |
| Goud   | Marianne Vos         | NED  |
| Zilver | Daphny van den Brand | NED  |
| Brons  | Hanka Kupfernagel    | GER  |
| 4      | Maryline Salvetat    | FRA  |
| 5      | Nadia Triquet-Claude | FRA  |
| 6      | Laurence Leboucher   | FRA  |
| 7      | Birgit Hollmann      | GER  |
| 8      | Helen Wyman          | GBR  |
| 9      | Séverine Hansen      | FRA  |
| 10     | Reza Ravenstijn      | NED  |

### Mannen beloften
| №      | Naam                | Land |
| ------ | ------------------- | ---- |
| Goud   | Niels Albert        | BEL  |
| Zilver | Jan Soetens         | BEL  |
| Brons  | Zdeněk Štybar       | CZE  |
| 4      | Marco Fontana       | ITA  |
| 5      | Davide Malacarne    | ITA  |
| 6      | Jan Skarnitzl       | CZE  |
| 7      | Lukas Flückiger     | SUI  |
| 8      | Paul Vos            | GER  |
| 9      | Philipp Walsleben   | GER  |
| 10     | Clément Lhotellerie | FRA  |

### Jongens junioren
| №      | Naam              | Land |
| ------ | ----------------- | ---- |
| Goud   | Robert Gavenda    | SVK  |
| Zilver | Yannick Martinez  | FRA  |
| Brons  | Dries Govaerts    | BEL  |
| 4      | Aurelien Duval    | FRA  |
| 5      | David Menger      | CZE  |
| 6      | Mathias Fluckiger | SUI  |
| 7      | Dennis Vanendert  | BEL  |
| 8      | Ramon Sinkeldam   | NED  |
| 9      | Thomas Collinet   | FRA  |
| 10     | Jiri Polnicky     | CZE  |

## Medaillespiegel
| Plaats | Land      | Goud | Zilver | Brons | Totaal |
| 1      | België    | 1    | 1      | 1     | 3      |
| 2      | Nederland | 1    | 1      | 0     | 2      |
| 3      | Slowakije | 1    | 0      | 0     | 1      |
| 4      | Frankrijk | 0    | 1      | 0     | 1      |
| 5      | Duitsland | 0    | 0      | 1     | 1      |
| 5      | Tsjechië  | 0    | 0      | 1     | 1      |
| Totaal | Totaal    | 3    | 3      | 3     | 9      |

Kampioenschappen:  Wereldkampioenschappen · 
 Europese kampioenschappen · 
 Belgische kampioenschappen · 
 Nederlandse kampioenschappen
Klassementen:  Wereldbeker · 
 Superprestige · 
 GvA Trofee · 
 Budvar Cup · 
 Challenge national
2003 · 
2004 · 
2005 · 
2006 · 
2007 · 
2008 · 
2009 · 
2010 · 
2011 · 
2012 · 
2013 · 
2014 · 
2015 · 
2016 · 
2017 · 
2018 · 
2019 · 
2020 · 
2021 ·
2022 ·
2023 ·
2024 ·
2025 ·
2026